# Ponteix (musicien)
 (mai 2025).
La mise en forme du texte ne suit pas les recommandations de Wikipédia : il faut le « wikifier ».
Les points d'amélioration suivants sont les cas les plus fréquents :
- Les titres sont pré-formatés par le logiciel. Ils ne sont ni en capitales, ni en gras.
- Le texte ne doit pas être écrit en capitales (les noms de famille non plus), ni en gras, ni en italique, ni en « petit »…
- Le gras n'est utilisé que pour surligner le titre de l'article dans l'introduction, une seule fois.
- L'italique est rarement utilisé : mots en langue étrangère, titres d'œuvres, noms de bateaux, etc.
- Les citations ne sont pas en italique mais en corps de texte normal. Elles sont entourées par des guillemets français : « et ».
- Les listes à puces sont à éviter, des paragraphes rédigés étant largement préférés. Les tableaux sont à réserver à la présentation de données structurées (résultats, etc.).
- Les appels de note de bas de page (petits chiffres en exposant, introduits par l'outil «  Source ») sont à placer entre la fin de phrase et le point final[comme ça].
- Les liens internes (vers d'autres articles de Wikipédia) sont à choisir avec parcimonie. Créez des liens vers des articles approfondissant le sujet. Les termes génériques sans rapport avec le sujet sont à éviter, ainsi que les répétitions de liens vers un même terme.
- Les liens externes sont à placer uniquement dans une section « Liens externes », à la fin de l'article. Ces liens sont à choisir avec parcimonie suivant les règles définies. Si un lien sert de source à l'article, son insertion dans le texte est à faire par les notes de bas de page.
- La présentation des références doit suivre les conventions bibliographiques. Il est recommandé d'utiliser les modèles {{Ouvrage}}, {{Chapitre}}, {{Article}}, {{Lien web}} et/ou {{Bibliographie}}. Le mode d'édition visuel peut mettre en forme automatiquement les références.
- Insérer une infobox (cadre d'informations à droite) n'est pas obligatoire pour parachever la mise en page.

Pour une aide détaillée, merci de consulter Aide:Wikification.
Si vous pensez que ces points ont été résolus, vous pouvez retirer ce bandeau et améliorer la mise en forme d'un autre article.
Ponteix, stylisé PONTEIX, nom de scène Mario Lepage, est un auteur-compositeur-interprète fransaskois, réalisateur, mixeur et multi-instrumentiste originaire de Saint-Denis en Saskatchewan. 

## Biographie
Mario Lepage a participé au concours du Festival international de la chanson de Granby en tant que demi-finaliste en 2014 et c'est en 2015 qu'il change de nom pour Ponteix. Il choisit ce nom pour rendre hommage à la résilience culturelle de la communauté francophone de ce petit village du Sud de la Saskatchewan.
En 2016, Ponteix lance son premier EP de quatre titres J'Orage après un passage remarqué aux Francouvertes. 
Son premier album studio «Bastion» paraît en 2019 et reçoit un accueil chaleureux de la part des médias québécois,. Il s'agit d'une première collaboration avec Louis-Jean Cormier qui y signe quelques textes. 
En 2021 il lance son deuxième EP Amélia, en 2022 il lance le EP deluxe d'Amélia. Il lance sont deuxième album studio Le Canadien errant, coréalisé avec Louis-Jean Cormier, en 2025.

## Prix et récompenses
- 2023 - Nomination au GAMIQ pour Artiste Hors Québec de l’année - Ponteix
- 2023 - Ponteix nommé dans 10 catégories au Trille Or - 2 prix gagnés (meilleur vidéoclip et meilleur réalisation) - Ponteix
- 2022 - Ponteix et Mario Lepage nommé au WCMA et SMA - 6 catégories
- 2021 - Nommé dans 10 différentes catégories au Trille Or.
- 2019 - Nomination au GAMIQ pour Artiste Hors Québec de l’année - Ponteix
- 2019 - Nommé Producer of the Year au Saskatchewan Music Awards - Mario Lepage
- 2019 - Nommé Producer of the Year au Western Canadian Music Awards en collaboration avec Rayannah.
- 2019 - 2 Nomination à le Gala des prix Trille Or:  Meilleur Réalisation  pour l’album “Éléphant - Shawn Jobin”  et Export Ouest pour Ponteix
- 2019 - 2 Nominations au Western Canadian Music Awards: “Francophone Artist of the Year” pour Ponteix et pour Producer of the Year pour l’album “Nos Repaires - Rayannah”
- 2017 - Francophone artist of the year au Western Canadian Music Awards
- 2017 - Gagnant de 3 prix Trilles Or 2017: Meilleure conception visuelle, Découverte, Meilleur EP - Ponteix”
- 2017 - 7 Nominations at le “Gala des prix Trille OR”
- 2016 - Demi Finaliste à la compétition Montréalaise les Francouvertes (Montréal, QC) - Ponteix
- 2014 - Demi Finaliste au concours: Festival International de la Chanson de Granby (Granby, QC)- Mario Lepage
- 2013 - Vainqueur du Chant'ouest (Victoria, BC) - Mario Lepage
- 2013 - Vainqueur de Nouvelle Scène 2013 (Willow Bunch, SK)